# 진주중학교 축구부
진주중학교 축구부는 경상남도 진주시에 위치한 진주중학교의 축구부이다.

## 같이 보기
- 진주중학교